# Circondario di Sassari
Il circondario di Sassari era uno dei circondari in cui era suddivisa l'omonima provincia.

## Storia
In seguito all'annessione della Lombardia al Regno di Sardegna (1859) fu emanato il decreto Rattazzi, che riorganizzava la struttura amministrativa del Regno, suddiviso in province, a loro volta suddivise in circondari e mandamenti. Il circondario di Sassari fu creato come suddivisione dell'omonima provincia.
Il circondario di Sassari fu abolito, come tutti i circondari italiani, nel 1927, nell'ambito della riorganizzazione della struttura statale voluta dal regime fascista.

## Suddivisione
Nel 1863, la composizione del circondario era la seguente:
- mandamento I di Sassari (Levante)
  - parte del comune di Sassari
- mandamento II di Sassari (Ponente)
  - parte del comune di Sassari
- mandamento III di Castelsardo
  - comuni di Bulzi; Castelsardo; Lairru; Sedini
- mandamento IV di Ittiri
  - comuni di Ittiri; Putifigari; Uri
- mandamento V di Nulvi
  - comuni di Chiaramonti; Martis; Nulvi; Perfugas
- mandamento VI di Osilo
  - comune di Osilo
- mandamento VII di Ossi
  - comuni di Muros; Ossi; Tissi; Usini
- mandamento VIII di Ploaghe
  - comuni di Cargeghe; Codrongianus; Florinas; Ploaghe
- mandamento IX di Porto Torres
  - comune di Porto Torres
- mandamento X di Sorso
  - comuni di Sennori; Sorso